# OK Mornar Bar
OK Mornar je muški odbojkaški klub koji se takmiči u Prvoj ligi Crne Gore.

## O klubu
Odbojkaški klub Mornar osnovan je 1947. godine u Baru, Crna Gora. Svoje mečeve je igrao u sportskim salama barske gimnazije, OŠ Jugoslavija, OŠ Meksiko, dok danas nastupa u sportskoj dvorani ''Topolica'' u Baru kapaciteta 3.500 mjesta.
Pet godina od osnivanja (1952. god.) postao je šampion Crne Gore i takmičio se sa puno uspjeha na crnogorskoj odbojkaškoj sceni.
Klub je ponovo reaktiviran u oktobru 2019. godine i takmiči se u Prvoj ligi Crne Gore.

Svoje utakmice igra u dvorani SC Topolica.